# EPA (Zwitsers warenhuis)
EPA (afkorting van Einheitspreis AG) was een Zwitserse warenhuisketen, opgericht in de 1930 door Julius Brann. Het warenhuis was actief in het laagste prijssegment als discounter. In de jaren 1933 tot 1945 was het in Zwitserland verboden om nieuwe warenhuizen te openen of bestaande warenhuizen uit te breiden door het openen van nieuwe filialen. Daarom verkocht Julius Brann de EPA-warenhuizen in 1939 aan OScar Weber en emigreerde naar de Verenigde Staten.
Later werd de naam gewijzigd in EPA Neue Warenhaus AG. In de jaren '90 werden tv-reclames uitgezonden met de acteur Martin Schenkel.
In 2001 werd EPA door de  Oscar Weber Holding aan de Familie Buhofer verkocht. Op 16 april 2002 werd 40 procent van het aandelenkapitaal met terugwerkende kracht tot 1 februari 2001 door  Coop overgenomen.  In 2004 nam Coop de resterende aandelen over zodat het 100 procent eigenaar werd. Tot begin 2005 werden alle toenmalige 39 EPA-filialen omgebouwd naar de warenhuisformule Coop City of opgeheven.